# Kalübbe
Kalübbe ist eine Gemeinde im Kreis Plön in Schleswig-Holstein.

## Geografie

### Lage
Die Gemeinde Kalübbe liegt im Süden des Kreisgebietes zwischen dem Großer Plöner See im Osten und dem Stolper See im Westen. Das Gebiet wird dem Naturraum Ostholsteinisches Hügel- und Seenland (Haupteinheit Nr. 702), einem Teilgebiet des Schleswig-Holsteinischem Hügellandes im Norddeutschen Tiefland zugeordnet.

### Ortsteile
Neben dem namensgebenden Dorf liegen ebenfalls Heidkamp, Kleinlangenkamp, Großlangenkamp, Spannhorn, Rossrade, Kiekbusch, Hirsenkoppel, Langenseden, Vorteich, Diekhof, Höfen, Schaarberg, Klüverkamp und Kalübber Holz als weitere Wohnplätze im Gemeindegebiet.

### Nachbargemeinden
Die Gemeinde Kalübbe wird umringt von:
|       | Stolpe                                      | Ascheberg |
|       | Kompassrose, die auf Nachbargemeinden zeigt |           |
| Belau |                                             | Dersau    |

## Geschichte
Ein bronzezeitlicher Grabhügel und weitere Funde aus Altsteinzeit deuten auf eine lange Siedlungsgeschichte im Bereich der Gemeinde hin. Im Jahre 1341 wurde Kalübbe erstmals urkundlich als Karlybbe erwähnt. Der Name bedeutet wohl hohler Fichtenstamm oder Rindenschälplatz und stammt aus dem Althochdeutschen. In Kalübbe bestand eine Haltestelle der Bahnstrecke Neumünster–Ascheberg.

## Politik

### Gemeindevertretung
Bei der Kommunalwahl am 14. Mai 2023 wurden insgesamt neun Sitze vergeben. Von diesen erhielt die Allgemeine Wählergemeinschaft Kalübbe fünf Sitze und die CDU vier Sitze.

### Bürgermeister
Den Bürgermeister Björn Rüter stellt seit 2023 die CDU.

### Wappen
Blasonierung: „In Blau ein bewurzelter silberner Eichenstumpf, aus dessen Mitte ein silberner, oben in einen Fruchtstand mit drei Eicheln mündender junger Eichbaum hervorwächst, beiderseits begleitet von je einem aufrechten, doppelschneidigen silbernen Steinbeil.“

## Verkehr
Die Gemeinde Kalübbe wird mittels Automobil auf der Bundesstraße 430 etwa 5 km östlich von Wankendorf und 3 km südwestlich von Ascheberg (Holstein) erreicht.